# AzarAb Industries
 (aout 2019).
AzarAb Industries est une société manufacturière iranienne qui construit des centrales électriques, des usines pétrochimiques et des raffineries de sucre, de pétrole et de gaz situées à Arak.
Les principaux produits sont les chaudières, les vannes papillon, les turbines et réservoirs sous pression.
La société est certifiée ISO 9001 et est membre de l'Association of Iran Industry Equipment Manufacturers.